# Rhinocypha watsoni
Rhinocypha watsoni – gatunek ważki z rodziny Chlorocyphidae.